# Thalaina clara
Thalaina clara`, conocida (en inglés) como "polilla de satén de Clara", es una especie de polillas perteneciente a la familia Geometridae. Fue erigido por el entomólogo británico Francis Walker en 1855. Se encuentra distribuido con endemismo en el sureste de Australia. Es una polilla mediana con una envergadura de 50 milímetros (2 plg). 

## Ciclo de vida
Las larvas se alimentan de Acacia mearnsii y Acacia dealbata. Estas plantas tienen hojas plumosas (bipinnadas), por lo que la coloración y la forma de las orugas les proporciona un excelente camuflaje. Las orugas alcanzan una longitud de unos 3 centímetros (1,2 plg).